# Черед
Черед — деревня в Удомельском городском округе Тверской области.

## География
Деревня находится в северной части Тверской области на расстоянии приблизительно 25 км на север-северо-запад по прямой от железнодорожного вокзала города Удомля.

## История
Деревня известна с 1501 года. В 1572 году отмечалось, что деревня запустела. Снова ожила в XIX веке. Дворов (хозяйств) было 3 (1859 год), 7 (1886), 5 (1911), 21 (1958), 23 (1986), 19 (1999). В советский период истории здесь действовали колхозы «Обновленный Труд», им. Коминтерна и совхоз «Прогресс». До 2015 года входила в состав Котлованского сельского поселения до упразднения последнего. С 2015 года в составе Удомельского городского округа.

## Население
Численность населения: 12 человек (1859 год), 42 (1886), 50 (1911), 56 (1958), 53 (1986), 41 (1999), 36 (русские 89%) в 2002 году, 36 в 2010.